# 马泽-米隆
马泽-米隆（法語：Mazé-Milon，法語發音：[maze milɔ̃] ⓘ）是法国曼恩-卢瓦尔省的一个市镇，位于该省中东部，属于昂热区。

## 历史
马泽-米隆成立于2016年1月1日，由马泽（Mazé）和方丹米隆（Fontaine-Milon）两个市镇合并而成，其中马泽为政府驻地。

## 地理
马泽-米隆（47°27'25"N, 0°16'18"W）面积41.79 平方千米，位于法国卢瓦尔河地区大区曼恩-卢瓦尔省，该省份为法国西部内陆省份，大致对应安茹地区，北起顺时针与马耶讷省、萨尔特省、安德尔-卢瓦尔省、维埃纳省、德塞夫勒省、旺代省、大西洋卢瓦尔省和伊勒-维莱讷省接壤。
与马泽-米隆接壤的市镇（或旧市镇、城区）包括：科尔尼耶莱卡沃、雅尔泽维拉日、塞迈斯、莱布瓦当茹、安茹地区博福尔、拉梅尼特雷、卢瓦尔-欧蒂永。
马泽-米隆的时区为UTC+01:00、UTC+02:00（夏令时）。

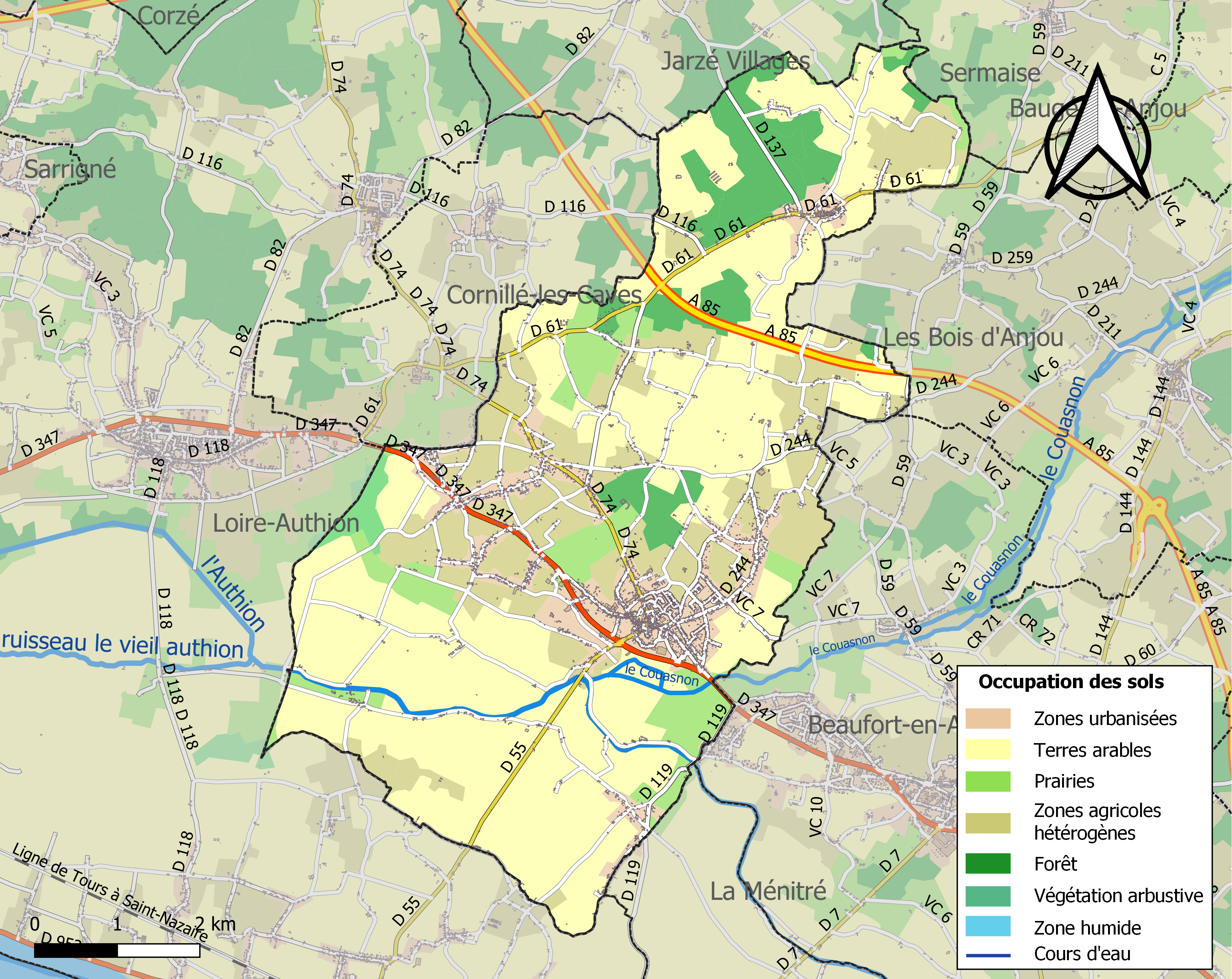
马泽-米隆的OSM定位图

## 行政
马泽-米隆的邮政编码为49630，INSEE市镇编码为49194。

## 政治
马泽-米隆所属的省级选区为安茹地区博福尔县。

## 人口
马泽-米隆于2022年1月1日时的人口数量为5770人。